# Noriko Matsuo
Noriko Matsuo –en japonés, 松尾 徳子, Matsuo Noriko– (15 de agosto de 1971) es una deportista japonesa que compitió en judo. Ganó dos medallas de bronce en el Campeonato Asiático de Judo en los años 1991 y 1996.

## Palmarés internacional
| Campeonato Asiático | Campeonato Asiático          | Campeonato Asiático | Campeonato Asiático |
| Año                 | Lugar                        | Medalla             | Categoría           |
| ------------------- | ---------------------------- | ------------------- | ------------------- |
| 1991                | Osaka (Japón)                | Medalla de bronce   | Abierta             |
| 1996                | Ciudad Ho Chi Minh (Vietnam) | Medalla de bronce   | –66 kg              |